# Беньямін Райх
Беньямін Райх (нім. Benjamin Raich, 28 лютого 1978) — австрійський гірськолижник, дворазовий олімпійський чемпіон, триразовий чемпіон світу.
Беньямін Райх дебютував на змаганнях Кубка світу в 1996, а в 1999 здобув першу перемогу на етапі, в слаломі. У 2001 році він виборов малий золотий глобус Кубка світу в слаломі й став срібним призером чемпіонату світу в цій дисципліні. На Олімпіаді в Солт-Лейк Сіті він здобув бронзову медаль.
Поступово Райх поклащував свої результати і в швидкісних дисциплінах, і в 2005 став другим у загальному заліку Кубка світу, поступившись Боде Міллеру. На чемпіонаті світу 2005 він виграв 5 медалей — у всіх дисциплінах, крім швидкісного спуску. 2006 став найуспішнішим роком у кар'єрі Райха. Він здобув дві золоті олімпійські медалі, загальний залік Кубка світу й два малих кришталевих глобуси в комбінації та гігантському слаломі.
Райх заручений із австрійською гірськолижницею Марліс Шильд.

## Перемоги в кубку світу
| Сезон | Дисципліна              |
| ----- | ----------------------- |
| 2001  | слалом                  |
| 2005  | слалом                  |
| 2005  | гігантський слалом      |
| 2005  | гірськолижна комбінація |
| 2006  | загальний залік         |
| 2006  | гірськолижна комбінація |
| 2006  | гігантський слалом      |
| 2007  | слалом                  |
| 2010  | суперкомбінація         |